# Keresdrakon
Keresdrakon (il cui nome significa "drago Keres") è un genere estinto di pterosauro tapejaromorpho vissuto nel Cretaceo superiore (Aptiano–Campaniano), in quella che oggi è la Formazione Rio Paraná, in Brasile. Il genere contiene una singola specie, ossia Keresdrakon vilsoni.

## Scoperta

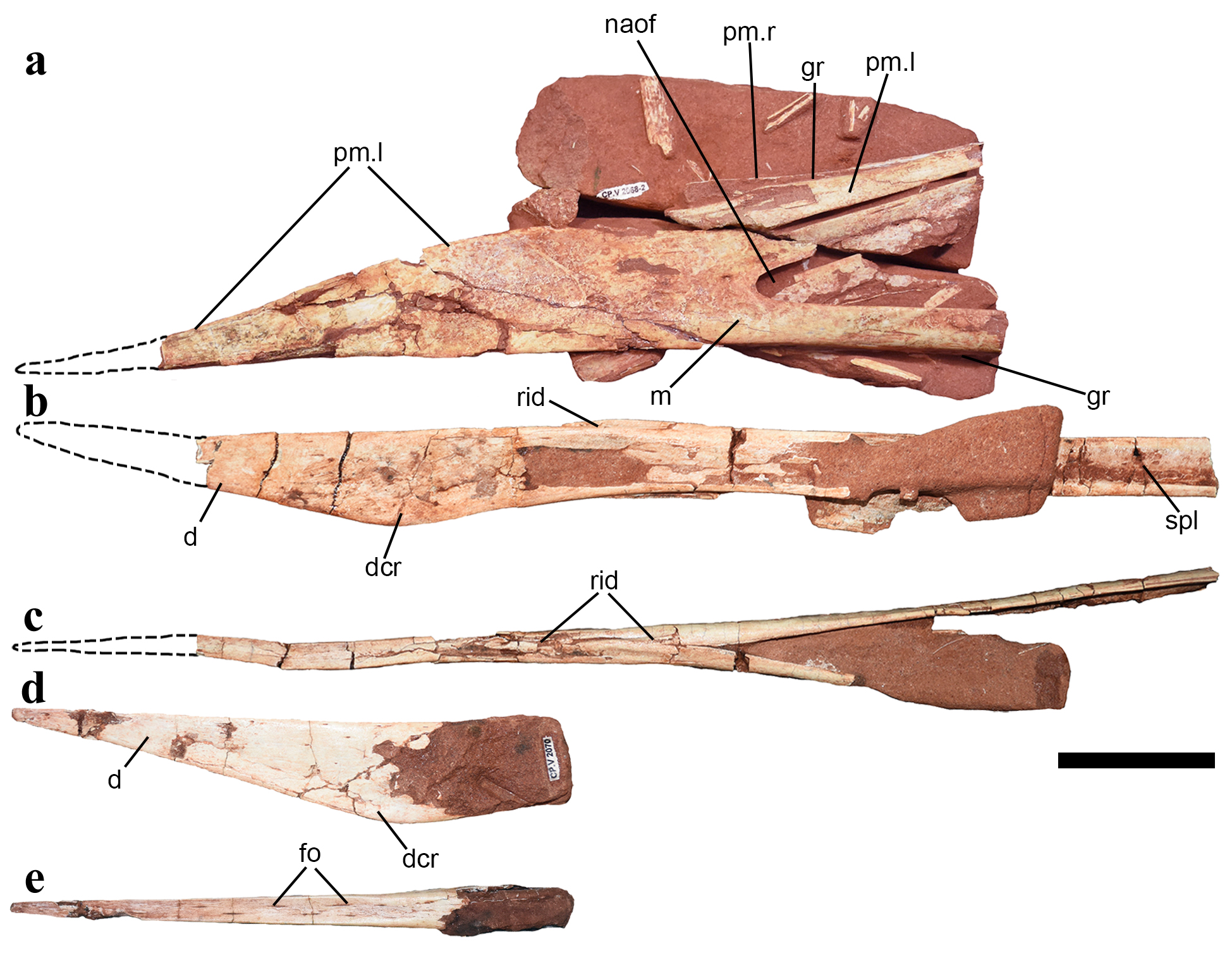
Frammenti di cranio

Nel 1971, Alexandre Dobruski e suo figlio João Gustavo Dobruski, scoprirono un sito fossilifero vicino a Cruzeiro do Oeste, nel Paraná. Solo nel 2011, i paleontologi Paulo César Manzig e Luiz C. Weinschütz visitarono il luogo, scoprendo un ricco letto d'ossa che ha rivelato centinaia di esemplari di pterosauri che nel 2014 sono stati nominati Caiuajara. Tra loro c'erano alcune ossa appartenenti a una seconda specie di pterosauro. Questi resti, sia di Cuiuajara sia del nuovo taxon, furono preparati dal volontario Vilson Greinert.
Nel 2019, la specie tipo Keresdrakon vilsoni è stata nominata e descritta da Alexander Wilhelm Armin Kellner, Luiz Carlos Weinschütz, Borja Holgado, Renan Alfredo Machado Bantim e Juliana Manso Sayão. Il nome generico combina il nome Keres, spiriti maligni della mitologia greca, con il termine greco drakon ossia "drago". Il nome specifico, vilsoni, rende omaggio al volontario Greinert che ha preparato il fossile. La pubblicazione della scoperta dell'animale è apparsa in una pubblicazione elettronica, dove Life Science Identifiers sono necessari per la validità della scoperta. Questi erano E26A65E0-2859-4CD3-B773-B99D568D366C per il genere, e 8358C917-6C12-4390-AAB8-37D82723BBCD per la specie.
L'olotipo, CP.V 2069, è stato ritrovato nel letto d'ossa C, uno strato di arenaria. Inizialmente si pensava che gli strati in cui erano stati scoperti i fossili appartenessero alla Formazione Rio Paraná, ma in seguito furono assegnati alla Formazione Goio-Erê. L'età di questa formazione è ancora in dibattito; potrebbe risalire all'Aptiano, ma anche ai primi del Campaniano. L'olotipo è costituito da uno scheletro parziale con cranio. L'esemplare contiene il muso, un osso quadrato, la mandibola, due vertebre cervicali, quattro vertebre dorsali, lo sterno, le costole ventrali, la scapola destra, due omeri, un radio, due femori, una tibia, l'ileo sinistro, l'osso pubico destro, e l'ischio sinistro. Lo scheletro non è articolato. Le ossa sono state in gran parte conservate tridimensionalmente, con poca compressione e rappresentano un individuo subadulto. Il materiale aggiuntivo proveniente dallo stesso letto d'ossa venne assegnato al taxon come paratipi e materiale di riferimento.

## Classificazione

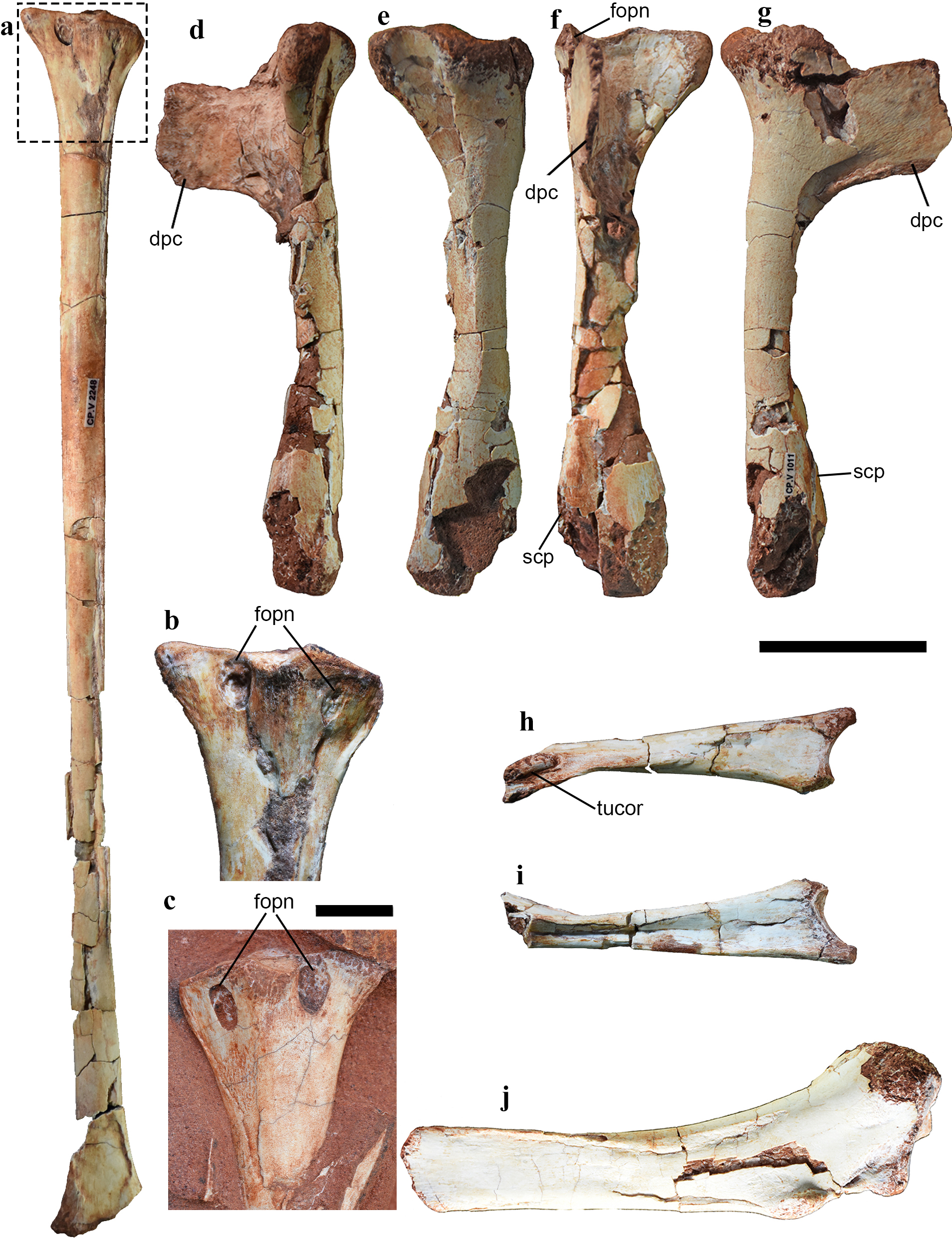
Elementi degli arti anteriori

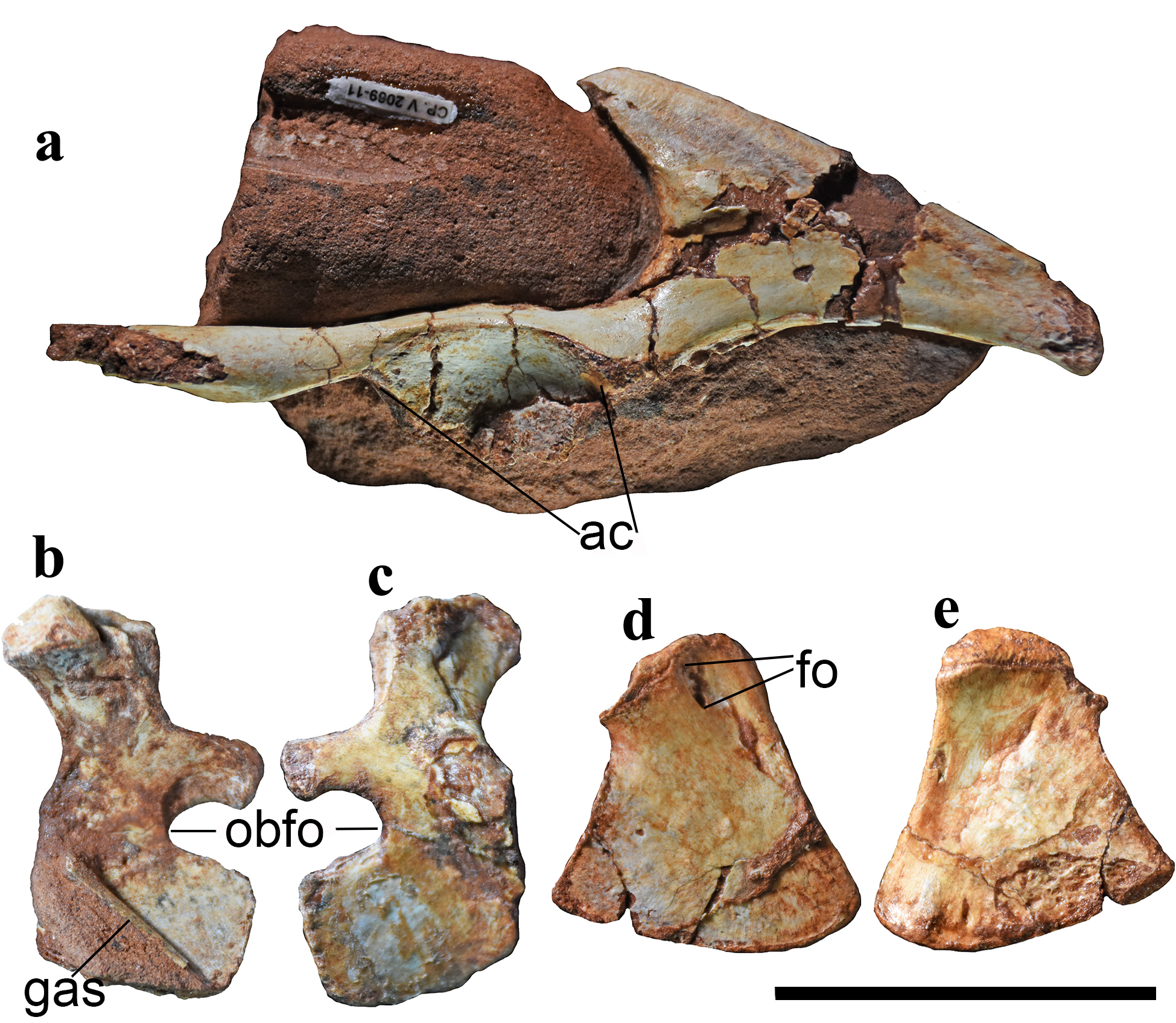
Frammenti delle ossa pubiche

L'analisi filogenetica nella descrizione ha recuperato Keresdrakon come un tapejaromorpho azhdarchoide, come il taxon gemello per il resto del clade.
|  | Azhdarchidae      |
|  |                   |
|  | Chaoyangopteridae |
|  |                   |

|  | Thalassodromeus |
|  |                 |
|  | Tupuxuara       |
|  |                 |

|  | Eopteranodon              |
|  |                           |
|  | Sinopterus                |
|  |                           |
|  | "Huaxiapterus" benxiensis |
|  |                           |
|  | "Huaxiapterus" corollatus |
|  |                           |

|  | Caiuajara     |
|  |               |
|  | Europejara    |
|  |               |
|  | Tapejara      |
|  |               |
|  | Tupandactylus |
|  |               |

|  | Eopteranodon              |
|  |                           |
|  | Sinopterus                |
|  |                           |
|  | "Huaxiapterus" benxiensis |
|  |                           |
|  | "Huaxiapterus" corollatus |
|  |                           |

|  | Caiuajara     |
|  |               |
|  | Europejara    |
|  |               |
|  | Tapejara      |
|  |               |
|  | Tupandactylus |
|  |               |

|  | Eopteranodon              |
|  |                           |
|  | Sinopterus                |
|  |                           |
|  | "Huaxiapterus" benxiensis |
|  |                           |
|  | "Huaxiapterus" corollatus |
|  |                           |

|  | Caiuajara     |
|  |               |
|  | Europejara    |
|  |               |
|  | Tapejara      |
|  |               |
|  | Tupandactylus |
|  |               |

|  | Eopteranodon              |
|  |                           |
|  | Sinopterus                |
|  |                           |
|  | "Huaxiapterus" benxiensis |
|  |                           |
|  | "Huaxiapterus" corollatus |
|  |                           |

|  | Caiuajara     |
|  |               |
|  | Europejara    |
|  |               |
|  | Tapejara      |
|  |               |
|  | Tupandactylus |
|  |               |

|  | Eopteranodon              |
|  |                           |
|  | Sinopterus                |
|  |                           |
|  | "Huaxiapterus" benxiensis |
|  |                           |
|  | "Huaxiapterus" corollatus |
|  |                           |

|  | Caiuajara     |
|  |               |
|  | Europejara    |
|  |               |
|  | Tapejara      |
|  |               |
|  | Tupandactylus |
|  |               |

|  | Eopteranodon              |
|  |                           |
|  | Sinopterus                |
|  |                           |
|  | "Huaxiapterus" benxiensis |
|  |                           |
|  | "Huaxiapterus" corollatus |
|  |                           |

|  | Caiuajara     |
|  |               |
|  | Europejara    |
|  |               |
|  | Tapejara      |
|  |               |
|  | Tupandactylus |
|  |               |

|  | Eopteranodon              |
|  |                           |
|  | Sinopterus                |
|  |                           |
|  | "Huaxiapterus" benxiensis |
|  |                           |
|  | "Huaxiapterus" corollatus |
|  |                           |

|  | Caiuajara     |
|  |               |
|  | Europejara    |
|  |               |
|  | Tapejara      |
|  |               |
|  | Tupandactylus |
|  |               |

|  | Eopteranodon              |
|  |                           |
|  | Sinopterus                |
|  |                           |
|  | "Huaxiapterus" benxiensis |
|  |                           |
|  | "Huaxiapterus" corollatus |
|  |                           |

|  | Caiuajara     |
|  |               |
|  | Europejara    |
|  |               |
|  | Tapejara      |
|  |               |
|  | Tupandactylus |
|  |               |

|  | Thalassodromeus |
|  |                 |
|  | Tupuxuara       |
|  |                 |

|  | Eopteranodon              |
|  |                           |
|  | Sinopterus                |
|  |                           |
|  | "Huaxiapterus" benxiensis |
|  |                           |
|  | "Huaxiapterus" corollatus |
|  |                           |

|  | Caiuajara     |
|  |               |
|  | Europejara    |
|  |               |
|  | Tapejara      |
|  |               |
|  | Tupandactylus |
|  |               |

|  | Eopteranodon              |
|  |                           |
|  | Sinopterus                |
|  |                           |
|  | "Huaxiapterus" benxiensis |
|  |                           |
|  | "Huaxiapterus" corollatus |
|  |                           |

|  | Caiuajara     |
|  |               |
|  | Europejara    |
|  |               |
|  | Tapejara      |
|  |               |
|  | Tupandactylus |
|  |               |

|  | Eopteranodon              |
|  |                           |
|  | Sinopterus                |
|  |                           |
|  | "Huaxiapterus" benxiensis |
|  |                           |
|  | "Huaxiapterus" corollatus |
|  |                           |

|  | Caiuajara     |
|  |               |
|  | Europejara    |
|  |               |
|  | Tapejara      |
|  |               |
|  | Tupandactylus |
|  |               |

|  | Eopteranodon              |
|  |                           |
|  | Sinopterus                |
|  |                           |
|  | "Huaxiapterus" benxiensis |
|  |                           |
|  | "Huaxiapterus" corollatus |
|  |                           |

|  | Caiuajara     |
|  |               |
|  | Europejara    |
|  |               |
|  | Tapejara      |
|  |               |
|  | Tupandactylus |
|  |               |

|  | Eopteranodon              |
|  |                           |
|  | Sinopterus                |
|  |                           |
|  | "Huaxiapterus" benxiensis |
|  |                           |
|  | "Huaxiapterus" corollatus |
|  |                           |

|  | Caiuajara     |
|  |               |
|  | Europejara    |
|  |               |
|  | Tapejara      |
|  |               |
|  | Tupandactylus |
|  |               |

|  | Eopteranodon              |
|  |                           |
|  | Sinopterus                |
|  |                           |
|  | "Huaxiapterus" benxiensis |
|  |                           |
|  | "Huaxiapterus" corollatus |
|  |                           |

|  | Caiuajara     |
|  |               |
|  | Europejara    |
|  |               |
|  | Tapejara      |
|  |               |
|  | Tupandactylus |
|  |               |

|  | Eopteranodon              |
|  |                           |
|  | Sinopterus                |
|  |                           |
|  | "Huaxiapterus" benxiensis |
|  |                           |
|  | "Huaxiapterus" corollatus |
|  |                           |

|  | Caiuajara     |
|  |               |
|  | Europejara    |
|  |               |
|  | Tapejara      |
|  |               |
|  | Tupandactylus |
|  |               |

|  | Eopteranodon              |
|  |                           |
|  | Sinopterus                |
|  |                           |
|  | "Huaxiapterus" benxiensis |
|  |                           |
|  | "Huaxiapterus" corollatus |
|  |                           |

|  | Caiuajara     |
|  |               |
|  | Europejara    |
|  |               |
|  | Tapejara      |
|  |               |
|  | Tupandactylus |
|  |               |

|  | Thalassodromeus |
|  |                 |
|  | Tupuxuara       |
|  |                 |

|  | Eopteranodon              |
|  |                           |
|  | Sinopterus                |
|  |                           |
|  | "Huaxiapterus" benxiensis |
|  |                           |
|  | "Huaxiapterus" corollatus |
|  |                           |

|  | Caiuajara     |
|  |               |
|  | Europejara    |
|  |               |
|  | Tapejara      |
|  |               |
|  | Tupandactylus |
|  |               |

|  | Eopteranodon              |
|  |                           |
|  | Sinopterus                |
|  |                           |
|  | "Huaxiapterus" benxiensis |
|  |                           |
|  | "Huaxiapterus" corollatus |
|  |                           |

|  | Caiuajara     |
|  |               |
|  | Europejara    |
|  |               |
|  | Tapejara      |
|  |               |
|  | Tupandactylus |
|  |               |

|  | Eopteranodon              |
|  |                           |
|  | Sinopterus                |
|  |                           |
|  | "Huaxiapterus" benxiensis |
|  |                           |
|  | "Huaxiapterus" corollatus |
|  |                           |

|  | Caiuajara     |
|  |               |
|  | Europejara    |
|  |               |
|  | Tapejara      |
|  |               |
|  | Tupandactylus |
|  |               |

|  | Eopteranodon              |
|  |                           |
|  | Sinopterus                |
|  |                           |
|  | "Huaxiapterus" benxiensis |
|  |                           |
|  | "Huaxiapterus" corollatus |
|  |                           |

|  | Caiuajara     |
|  |               |
|  | Europejara    |
|  |               |
|  | Tapejara      |
|  |               |
|  | Tupandactylus |
|  |               |

|  | Eopteranodon              |
|  |                           |
|  | Sinopterus                |
|  |                           |
|  | "Huaxiapterus" benxiensis |
|  |                           |
|  | "Huaxiapterus" corollatus |
|  |                           |

|  | Caiuajara     |
|  |               |
|  | Europejara    |
|  |               |
|  | Tapejara      |
|  |               |
|  | Tupandactylus |
|  |               |

|  | Eopteranodon              |
|  |                           |
|  | Sinopterus                |
|  |                           |
|  | "Huaxiapterus" benxiensis |
|  |                           |
|  | "Huaxiapterus" corollatus |
|  |                           |

|  | Caiuajara     |
|  |               |
|  | Europejara    |
|  |               |
|  | Tapejara      |
|  |               |
|  | Tupandactylus |
|  |               |

|  | Eopteranodon              |
|  |                           |
|  | Sinopterus                |
|  |                           |
|  | "Huaxiapterus" benxiensis |
|  |                           |
|  | "Huaxiapterus" corollatus |
|  |                           |

|  | Caiuajara     |
|  |               |
|  | Europejara    |
|  |               |
|  | Tapejara      |
|  |               |
|  | Tupandactylus |
|  |               |

|  | Eopteranodon              |
|  |                           |
|  | Sinopterus                |
|  |                           |
|  | "Huaxiapterus" benxiensis |
|  |                           |
|  | "Huaxiapterus" corollatus |
|  |                           |

|  | Caiuajara     |
|  |               |
|  | Europejara    |
|  |               |
|  | Tapejara      |
|  |               |
|  | Tupandactylus |
|  |               |

|  | Thalassodromeus |
|  |                 |
|  | Tupuxuara       |
|  |                 |

|  | Eopteranodon              |
|  |                           |
|  | Sinopterus                |
|  |                           |
|  | "Huaxiapterus" benxiensis |
|  |                           |
|  | "Huaxiapterus" corollatus |
|  |                           |

|  | Caiuajara     |
|  |               |
|  | Europejara    |
|  |               |
|  | Tapejara      |
|  |               |
|  | Tupandactylus |
|  |               |

|  | Eopteranodon              |
|  |                           |
|  | Sinopterus                |
|  |                           |
|  | "Huaxiapterus" benxiensis |
|  |                           |
|  | "Huaxiapterus" corollatus |
|  |                           |

|  | Caiuajara     |
|  |               |
|  | Europejara    |
|  |               |
|  | Tapejara      |
|  |               |
|  | Tupandactylus |
|  |               |

|  | Eopteranodon              |
|  |                           |
|  | Sinopterus                |
|  |                           |
|  | "Huaxiapterus" benxiensis |
|  |                           |
|  | "Huaxiapterus" corollatus |
|  |                           |

|  | Caiuajara     |
|  |               |
|  | Europejara    |
|  |               |
|  | Tapejara      |
|  |               |
|  | Tupandactylus |
|  |               |

|  | Eopteranodon              |
|  |                           |
|  | Sinopterus                |
|  |                           |
|  | "Huaxiapterus" benxiensis |
|  |                           |
|  | "Huaxiapterus" corollatus |
|  |                           |

|  | Caiuajara     |
|  |               |
|  | Europejara    |
|  |               |
|  | Tapejara      |
|  |               |
|  | Tupandactylus |
|  |               |

|  | Eopteranodon              |
|  |                           |
|  | Sinopterus                |
|  |                           |
|  | "Huaxiapterus" benxiensis |
|  |                           |
|  | "Huaxiapterus" corollatus |
|  |                           |

|  | Caiuajara     |
|  |               |
|  | Europejara    |
|  |               |
|  | Tapejara      |
|  |               |
|  | Tupandactylus |
|  |               |

|  | Eopteranodon              |
|  |                           |
|  | Sinopterus                |
|  |                           |
|  | "Huaxiapterus" benxiensis |
|  |                           |
|  | "Huaxiapterus" corollatus |
|  |                           |

|  | Caiuajara     |
|  |               |
|  | Europejara    |
|  |               |
|  | Tapejara      |
|  |               |
|  | Tupandactylus |
|  |               |

|  | Eopteranodon              |
|  |                           |
|  | Sinopterus                |
|  |                           |
|  | "Huaxiapterus" benxiensis |
|  |                           |
|  | "Huaxiapterus" corollatus |
|  |                           |

|  | Caiuajara     |
|  |               |
|  | Europejara    |
|  |               |
|  | Tapejara      |
|  |               |
|  | Tupandactylus |
|  |               |

|  | Eopteranodon              |
|  |                           |
|  | Sinopterus                |
|  |                           |
|  | "Huaxiapterus" benxiensis |
|  |                           |
|  | "Huaxiapterus" corollatus |
|  |                           |

|  | Caiuajara     |
|  |               |
|  | Europejara    |
|  |               |
|  | Tapejara      |
|  |               |
|  | Tupandactylus |
|  |               |

|  | Azhdarchidae      |
|  |                   |
|  | Chaoyangopteridae |
|  |                   |

|  | Thalassodromeus |
|  |                 |
|  | Tupuxuara       |
|  |                 |

|  | Eopteranodon              |
|  |                           |
|  | Sinopterus                |
|  |                           |
|  | "Huaxiapterus" benxiensis |
|  |                           |
|  | "Huaxiapterus" corollatus |
|  |                           |

|  | Caiuajara     |
|  |               |
|  | Europejara    |
|  |               |
|  | Tapejara      |
|  |               |
|  | Tupandactylus |
|  |               |

|  | Eopteranodon              |
|  |                           |
|  | Sinopterus                |
|  |                           |
|  | "Huaxiapterus" benxiensis |
|  |                           |
|  | "Huaxiapterus" corollatus |
|  |                           |

|  | Caiuajara     |
|  |               |
|  | Europejara    |
|  |               |
|  | Tapejara      |
|  |               |
|  | Tupandactylus |
|  |               |

|  | Eopteranodon              |
|  |                           |
|  | Sinopterus                |
|  |                           |
|  | "Huaxiapterus" benxiensis |
|  |                           |
|  | "Huaxiapterus" corollatus |
|  |                           |

|  | Caiuajara     |
|  |               |
|  | Europejara    |
|  |               |
|  | Tapejara      |
|  |               |
|  | Tupandactylus |
|  |               |

|  | Eopteranodon              |
|  |                           |
|  | Sinopterus                |
|  |                           |
|  | "Huaxiapterus" benxiensis |
|  |                           |
|  | "Huaxiapterus" corollatus |
|  |                           |

|  | Caiuajara     |
|  |               |
|  | Europejara    |
|  |               |
|  | Tapejara      |
|  |               |
|  | Tupandactylus |
|  |               |

|  | Eopteranodon              |
|  |                           |
|  | Sinopterus                |
|  |                           |
|  | "Huaxiapterus" benxiensis |
|  |                           |
|  | "Huaxiapterus" corollatus |
|  |                           |

|  | Caiuajara     |
|  |               |
|  | Europejara    |
|  |               |
|  | Tapejara      |
|  |               |
|  | Tupandactylus |
|  |               |

|  | Eopteranodon              |
|  |                           |
|  | Sinopterus                |
|  |                           |
|  | "Huaxiapterus" benxiensis |
|  |                           |
|  | "Huaxiapterus" corollatus |
|  |                           |

|  | Caiuajara     |
|  |               |
|  | Europejara    |
|  |               |
|  | Tapejara      |
|  |               |
|  | Tupandactylus |
|  |               |

|  | Eopteranodon              |
|  |                           |
|  | Sinopterus                |
|  |                           |
|  | "Huaxiapterus" benxiensis |
|  |                           |
|  | "Huaxiapterus" corollatus |
|  |                           |

|  | Caiuajara     |
|  |               |
|  | Europejara    |
|  |               |
|  | Tapejara      |
|  |               |
|  | Tupandactylus |
|  |               |

|  | Eopteranodon              |
|  |                           |
|  | Sinopterus                |
|  |                           |
|  | "Huaxiapterus" benxiensis |
|  |                           |
|  | "Huaxiapterus" corollatus |
|  |                           |

|  | Caiuajara     |
|  |               |
|  | Europejara    |
|  |               |
|  | Tapejara      |
|  |               |
|  | Tupandactylus |
|  |               |

|  | Thalassodromeus |
|  |                 |
|  | Tupuxuara       |
|  |                 |

|  | Eopteranodon              |
|  |                           |
|  | Sinopterus                |
|  |                           |
|  | "Huaxiapterus" benxiensis |
|  |                           |
|  | "Huaxiapterus" corollatus |
|  |                           |

|  | Caiuajara     |
|  |               |
|  | Europejara    |
|  |               |
|  | Tapejara      |
|  |               |
|  | Tupandactylus |
|  |               |

|  | Eopteranodon              |
|  |                           |
|  | Sinopterus                |
|  |                           |
|  | "Huaxiapterus" benxiensis |
|  |                           |
|  | "Huaxiapterus" corollatus |
|  |                           |

|  | Caiuajara     |
|  |               |
|  | Europejara    |
|  |               |
|  | Tapejara      |
|  |               |
|  | Tupandactylus |
|  |               |

|  | Eopteranodon              |
|  |                           |
|  | Sinopterus                |
|  |                           |
|  | "Huaxiapterus" benxiensis |
|  |                           |
|  | "Huaxiapterus" corollatus |
|  |                           |

|  | Caiuajara     |
|  |               |
|  | Europejara    |
|  |               |
|  | Tapejara      |
|  |               |
|  | Tupandactylus |
|  |               |

|  | Eopteranodon              |
|  |                           |
|  | Sinopterus                |
|  |                           |
|  | "Huaxiapterus" benxiensis |
|  |                           |
|  | "Huaxiapterus" corollatus |
|  |                           |

|  | Caiuajara     |
|  |               |
|  | Europejara    |
|  |               |
|  | Tapejara      |
|  |               |
|  | Tupandactylus |
|  |               |

|  | Eopteranodon              |
|  |                           |
|  | Sinopterus                |
|  |                           |
|  | "Huaxiapterus" benxiensis |
|  |                           |
|  | "Huaxiapterus" corollatus |
|  |                           |

|  | Caiuajara     |
|  |               |
|  | Europejara    |
|  |               |
|  | Tapejara      |
|  |               |
|  | Tupandactylus |
|  |               |

|  | Eopteranodon              |
|  |                           |
|  | Sinopterus                |
|  |                           |
|  | "Huaxiapterus" benxiensis |
|  |                           |
|  | "Huaxiapterus" corollatus |
|  |                           |

|  | Caiuajara     |
|  |               |
|  | Europejara    |
|  |               |
|  | Tapejara      |
|  |               |
|  | Tupandactylus |
|  |               |

|  | Eopteranodon              |
|  |                           |
|  | Sinopterus                |
|  |                           |
|  | "Huaxiapterus" benxiensis |
|  |                           |
|  | "Huaxiapterus" corollatus |
|  |                           |

|  | Caiuajara     |
|  |               |
|  | Europejara    |
|  |               |
|  | Tapejara      |
|  |               |
|  | Tupandactylus |
|  |               |

|  | Eopteranodon              |
|  |                           |
|  | Sinopterus                |
|  |                           |
|  | "Huaxiapterus" benxiensis |
|  |                           |
|  | "Huaxiapterus" corollatus |
|  |                           |

|  | Caiuajara     |
|  |               |
|  | Europejara    |
|  |               |
|  | Tapejara      |
|  |               |
|  | Tupandactylus |
|  |               |

|  | Thalassodromeus |
|  |                 |
|  | Tupuxuara       |
|  |                 |

|  | Eopteranodon              |
|  |                           |
|  | Sinopterus                |
|  |                           |
|  | "Huaxiapterus" benxiensis |
|  |                           |
|  | "Huaxiapterus" corollatus |
|  |                           |

|  | Caiuajara     |
|  |               |
|  | Europejara    |
|  |               |
|  | Tapejara      |
|  |               |
|  | Tupandactylus |
|  |               |

|  | Eopteranodon              |
|  |                           |
|  | Sinopterus                |
|  |                           |
|  | "Huaxiapterus" benxiensis |
|  |                           |
|  | "Huaxiapterus" corollatus |
|  |                           |

|  | Caiuajara     |
|  |               |
|  | Europejara    |
|  |               |
|  | Tapejara      |
|  |               |
|  | Tupandactylus |
|  |               |

|  | Eopteranodon              |
|  |                           |
|  | Sinopterus                |
|  |                           |
|  | "Huaxiapterus" benxiensis |
|  |                           |
|  | "Huaxiapterus" corollatus |
|  |                           |

|  | Caiuajara     |
|  |               |
|  | Europejara    |
|  |               |
|  | Tapejara      |
|  |               |
|  | Tupandactylus |
|  |               |

|  | Eopteranodon              |
|  |                           |
|  | Sinopterus                |
|  |                           |
|  | "Huaxiapterus" benxiensis |
|  |                           |
|  | "Huaxiapterus" corollatus |
|  |                           |

|  | Caiuajara     |
|  |               |
|  | Europejara    |
|  |               |
|  | Tapejara      |
|  |               |
|  | Tupandactylus |
|  |               |

|  | Eopteranodon              |
|  |                           |
|  | Sinopterus                |
|  |                           |
|  | "Huaxiapterus" benxiensis |
|  |                           |
|  | "Huaxiapterus" corollatus |
|  |                           |

|  | Caiuajara     |
|  |               |
|  | Europejara    |
|  |               |
|  | Tapejara      |
|  |               |
|  | Tupandactylus |
|  |               |

|  | Eopteranodon              |
|  |                           |
|  | Sinopterus                |
|  |                           |
|  | "Huaxiapterus" benxiensis |
|  |                           |
|  | "Huaxiapterus" corollatus |
|  |                           |

|  | Caiuajara     |
|  |               |
|  | Europejara    |
|  |               |
|  | Tapejara      |
|  |               |
|  | Tupandactylus |
|  |               |

|  | Eopteranodon              |
|  |                           |
|  | Sinopterus                |
|  |                           |
|  | "Huaxiapterus" benxiensis |
|  |                           |
|  | "Huaxiapterus" corollatus |
|  |                           |

|  | Caiuajara     |
|  |               |
|  | Europejara    |
|  |               |
|  | Tapejara      |
|  |               |
|  | Tupandactylus |
|  |               |

|  | Eopteranodon              |
|  |                           |
|  | Sinopterus                |
|  |                           |
|  | "Huaxiapterus" benxiensis |
|  |                           |
|  | "Huaxiapterus" corollatus |
|  |                           |

|  | Caiuajara     |
|  |               |
|  | Europejara    |
|  |               |
|  | Tapejara      |
|  |               |
|  | Tupandactylus |
|  |               |

|  | Thalassodromeus |
|  |                 |
|  | Tupuxuara       |
|  |                 |

|  | Eopteranodon              |
|  |                           |
|  | Sinopterus                |
|  |                           |
|  | "Huaxiapterus" benxiensis |
|  |                           |
|  | "Huaxiapterus" corollatus |
|  |                           |

|  | Caiuajara     |
|  |               |
|  | Europejara    |
|  |               |
|  | Tapejara      |
|  |               |
|  | Tupandactylus |
|  |               |

|  | Eopteranodon              |
|  |                           |
|  | Sinopterus                |
|  |                           |
|  | "Huaxiapterus" benxiensis |
|  |                           |
|  | "Huaxiapterus" corollatus |
|  |                           |

|  | Caiuajara     |
|  |               |
|  | Europejara    |
|  |               |
|  | Tapejara      |
|  |               |
|  | Tupandactylus |
|  |               |

|  | Eopteranodon              |
|  |                           |
|  | Sinopterus                |
|  |                           |
|  | "Huaxiapterus" benxiensis |
|  |                           |
|  | "Huaxiapterus" corollatus |
|  |                           |

|  | Caiuajara     |
|  |               |
|  | Europejara    |
|  |               |
|  | Tapejara      |
|  |               |
|  | Tupandactylus |
|  |               |

|  | Eopteranodon              |
|  |                           |
|  | Sinopterus                |
|  |                           |
|  | "Huaxiapterus" benxiensis |
|  |                           |
|  | "Huaxiapterus" corollatus |
|  |                           |

|  | Caiuajara     |
|  |               |
|  | Europejara    |
|  |               |
|  | Tapejara      |
|  |               |
|  | Tupandactylus |
|  |               |

|  | Eopteranodon              |
|  |                           |
|  | Sinopterus                |
|  |                           |
|  | "Huaxiapterus" benxiensis |
|  |                           |
|  | "Huaxiapterus" corollatus |
|  |                           |

|  | Caiuajara     |
|  |               |
|  | Europejara    |
|  |               |
|  | Tapejara      |
|  |               |
|  | Tupandactylus |
|  |               |

|  | Eopteranodon              |
|  |                           |
|  | Sinopterus                |
|  |                           |
|  | "Huaxiapterus" benxiensis |
|  |                           |
|  | "Huaxiapterus" corollatus |
|  |                           |

|  | Caiuajara     |
|  |               |
|  | Europejara    |
|  |               |
|  | Tapejara      |
|  |               |
|  | Tupandactylus |
|  |               |

|  | Eopteranodon              |
|  |                           |
|  | Sinopterus                |
|  |                           |
|  | "Huaxiapterus" benxiensis |
|  |                           |
|  | "Huaxiapterus" corollatus |
|  |                           |

|  | Caiuajara     |
|  |               |
|  | Europejara    |
|  |               |
|  | Tapejara      |
|  |               |
|  | Tupandactylus |
|  |               |

|  | Eopteranodon              |
|  |                           |
|  | Sinopterus                |
|  |                           |
|  | "Huaxiapterus" benxiensis |
|  |                           |
|  | "Huaxiapterus" corollatus |
|  |                           |

|  | Caiuajara     |
|  |               |
|  | Europejara    |
|  |               |
|  | Tapejara      |
|  |               |
|  | Tupandactylus |
|  |               |

## Paleoecologia
I fossili di Keresdrakon sono stati ritrovati in associazione diretta con il tapejaride Caiuajara e il teropode noasauride Vespersaurus, confermando che queste specie erano simpatriche. Tra gli pterosauri, questa è la prima prova diretta di simpatria, ossia associazione diretta invece di essere trovati nella stessa unità stratigrafica. Dei tre taxa nei letti ossei, Caiuajara è il più comune mentre Keresdrakon è il meno comune. Anche la lucertola Gueragama faceva probabilmente parte di questa paleocomunità. I dati sedimentologici indicano che l'ambiente della Formazione Goio-Erê era desertico, e il muso simile a quello degli azhdarchidi di Keresdrakon implica che quest'ultimo potrebbe essere stato un predatore opportunista in questo ambiente.